# Skripejewka
Skripejewka (russisch Скрипеевка) ist ein Dorf (derewnja) in der Oblast Kursk in Russland. Es gehört zum Rajon Fatesch und zur Landgemeinde (selskoje posselenije) Bolscheschirowski selsowjet.

## Geographie
Der Ort liegt gut 30 km Luftlinie nordwestlich des Oblastverwaltungszentrums Kursk im südwestlichen Teil der Mittelrussischen Platte, 15 km südöstlich des Rajonverwaltungszentrums Fatesch, 1 km vom Sitz des Dorfsowjet – Bolschoje Schirowo, 101 km von der Grenze zwischen Russland und der Ukraine.

### Klima
Das Klima im Ort ist wie im Rest des Rajons kalt und gemäßigt. Es gibt während des Jahres eine erhebliche Niederschlagsmenge. Dfb lautet die Klassifikation des Klimas nach Köppen und Geiger.

## Bevölkerungsentwicklung
| Jahr | Einwohner |
| ---- | --------- |
| 2002 | 24        |
| 2010 | 26        |

Anmerkung: Volkszählungsdaten

## Verkehr
Skripejewka liegt 1,5 km von der Fernstraße föderaler Bedeutung M2 „Krim“ als Teil der Europastraße E105, 22 km von der Straße regionaler Bedeutung 38K-018 (Kursk – Ponyri), 5,5 km von der Straße 38K-039 (Fatesch – 38K-018), an der Straße interkommunaler Bedeutung 38N-819 (Bolschoje Schirowo – Skripejewka – Kutassowka) und 24 km vor nächsten Eisenbahnhaltestelle 521 km (Eisenbahnstrecke Orjol – Kursk) entfernt.
Der Ort liegt 152 km vom internationalen Flughafen von Belgorod entfernt.